# 马克思主义理论研究和建设工程
马克思主义理论研究和建设工程（简称“马工程”）是中共中央于2004年4月推出的一项文化工程，是“马克思主义中国化”的一部分，持续至今。重要目标之一是编写139种基本覆盖高校思想政治理论课和马克思主义理论、哲学、政治学、法学、社会学、经济学、文学、历史学、新闻学、教育学、管理学、艺术学等哲学社会科学主要学科专业的基础理论课程和专业主干课程教材。由中宣部负责马工程的具体实施，中央党校、中央党史和文献研究院、教育部、中国社科院作为主管单位配合。

## 历史
2004年，中共中央实施马克思主义理论研究和建设工程工作会议4月27日到28日在北京召开。中共中央政治局常委李长春在讲话中强调，要建设具有时代特征的马克思主义理论的学科体系，编写充分反映毛泽东思想、邓小平理论和“三个代表”重要思想的哲学、政治学、社会学、法学、历史学、新闻学、文学等哲学社会科学重点学科教材。中共中央政治局委员、书记处书记、中宣部部长刘云山在作会议总结讲话。
2007年10月，中共十七大提出，推进马克思主义理论研究和建设工程，深入回答重大理论和实际问题，培养造就一批马克思主义理论家特别是中青年理论家。
2011年10月，中共十七届六中全会强调，要深入推进马克思主义理论研究和建设工程，加强重点学科体系和教材体系建设，推动中国特色社会主义理论体系进教材、进课堂、进学生头脑。
2012年6月，中共中央政治局常委李长春在工程工作会议上回顾总结了８年来的工程工作，对继续深入推进工程作出新的部署。
2013年10月20日，马克思主义理论研究和建设工程工作座谈会在北京召开，中共中央政治局常委、中央书记处书记刘云山出席会议并讲话。他表示，要深入研究阐释中国特色社会主义的历史渊源、科学内涵、精神实质和实践要求，进一步坚定人们的道路自信、理论自信、制度自信。
2020年12月10日，马克思主义理论研究和建设工程工作会议在京召开，中共中央政治局常委、中央书记处书记王沪宁出席会议并讲话。他表示，要坚持以习近平新时代中国特色社会主义思想为指导，增强“四个意识”、坚定“四个自信”、做到“两个维护”。
截止2024年底，马工程取得的成果包括，成立了19家习近平新时代中国特色社会主义思想研究中心，评选了43家全国重点马克思主义学院，全国马院从工程启动之初不足10家发展到超过2000家，设立了453家“大思政课”实践教学基地，13所高校马克思主义理论学科纳入“双一流”建设，110多种“马工程”重点文科教材在高校广泛使用。

## 内容
在编译方面，10卷本《马克思恩格斯文集》和5卷本《列宁专题文集》于2009年12月出版。2011年，又以此为基础推出了《马列主义经典著作选编(党员干部读本)》和《马列主义经典著作选编学习导读》。
在教材编写方面，分批次出版重点教程，包括本科生思想政治理论课教材《毛泽东思想和中国特色社会主义理论体系概论》《马克思主义基本原理概论》《中国近现代史纲要》《思想道德修养与法律基础》，研究生思想政治理论课教学大纲《中国特色社会主义理论与实践研究》《中国马克思主义与当代》。专业课重点教材有《马克思主义哲学》《马克思主义政治经济学概论》《科学社会主义概论》《政治学概论》《法理学》《社会学概论》《新闻学概论》《文学理论》《史学概论》《宪法学》《马克思主义哲学史》《马克思恩格斯列宁哲学经典著作导读》《马克思恩格斯列宁历史理论经典著作导读》《国际共产主义运动史》《西方政治思想史》《西方哲学史》《西方经济学》《世界经济概论》《中国近代史》《中国政治思想史》《中国哲学史》《伦理学》《中华人民共和国史》《军队政治工作学》等。
在学科建设方面，马克思主义理论被设为一级学科，下设马克思主义基本原理、马克思主义发展史、中国化的马克思主义、国外马克思主义、思想政治教育等6个二级学科。中共中央党校成立马克思主义基础理论部，中国社会科学院成立马克思主义研究院，许多高校成立了马克思主义学院。